# 徐養心
徐養心，字泰籙，號松濤，湖廣荆州府江陵縣人，明朝政治人物、進士出身。

## 生平
天啓七年（1627年）丁卯科舉人，崇禎四年（1631年），登辛未科進士，都察院观政，授當塗縣知縣，治聲著聞。分校江南秋闈，吕宫王行俭、堵胤锡皆出其門。十年行取，十一年授云南道监察御史，疏論錦衣馬直，丰采凛然。巡按江右，威惠并著。明亡，潜于家，以寿終。

## 家族
父徐朝檳，有隐德。